# Ariel Francisco Rodríguez
Ariel Francisco Rodríguez Araya, thường được biết đến nhiều hơn với tên gọi Ariel Rodríguez (sinh ngày 27 tháng 9 năm 1989 tại San José) là một cầu thủ bóng đá chuyên nghiệp người Costa Rica từng thi đấu cho câu lạc bộ bóng đá Thành phố Hồ Chí Minh tại giải vô địch quốc gia Việt Nam.